# Karl Sindermann
Karl Sindermann (* 22. Februar 1869 in Baumgarten, Kreis Frankenstein, Provinz Schlesien; † 26. Januar 1922 in Dresden) war ein sozialdemokratischer Reichstagsabgeordneter während des Deutschen Kaiserreiches und langjähriger sächsischer Landtagsabgeordneter vor und nach dem Ersten Weltkrieg. Karl Sindermann war der Vater des sächsischen Landtagsabgeordneten Kurt Sindermann und des bekannten DDR-Politikers Horst Sindermann. Sein ältester Sohn Fritz Sindermann (1897–1915) fiel im Ersten Weltkrieg.

## Leben

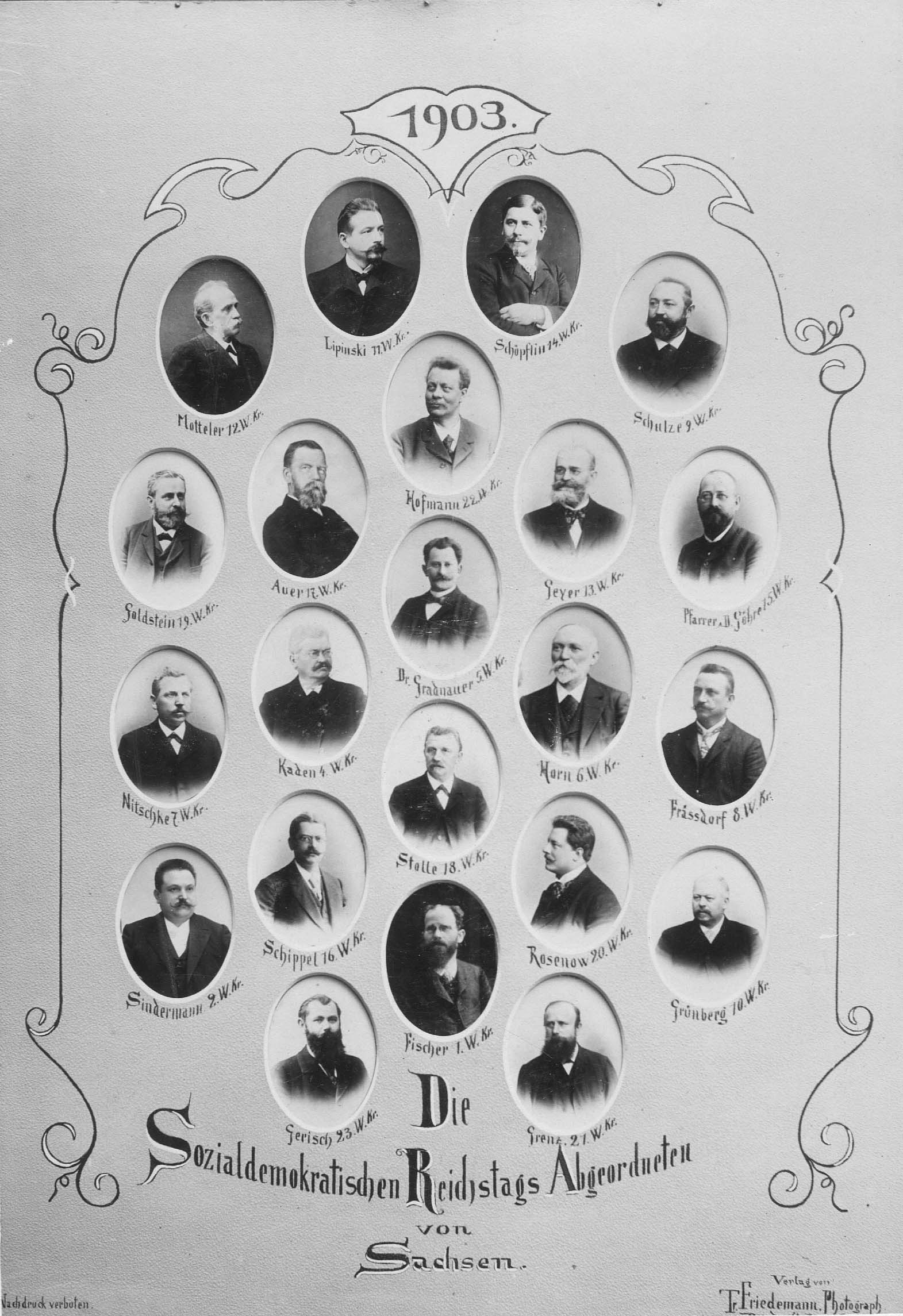
SPD-Reichstagsabgeordnete aus Sachsen von 1903, Sindermann ist unten links

Karl Sindermann absolvierte nach dem Besuch der Volksschule ab 1882 eine Schriftsetzerlehre und war in diesem Beruf bis 1898 tätig. Sindermann gehörte ab den 1890er Jahren zu den führenden sozialdemokratischen Politikern in Sachsen. Er war ab 1898 als Buchhalter und später als Geschäftsführer in der Dresdener Parteidruckerei Kaden & Co. tätig, in der er wahrscheinlich schon seine Lehre gemacht hatte. Sindermann blieb so Raum für politische Betätigung unter anderem als sächsischer SPD-Landesvorsitzender von 1899 bis 1922. Von 1903 bis 1907 vertrat Sindermann den Reichstagswahlkreis Königreich Sachsen 2 und die SPD im Reichstag des Kaiserreiches. In den Sächsischen Landtag wurde er erstmals ebenfalls 1903 gewählt und blieb dort Abgeordneter bis zu dessen Auflösung infolge der Novemberrevolution. In der kurzlebigen Sächsischen Volkskammer führte Sindermann 1919 als Vorsitzender die SPD-Fraktion an. Krankheitsbedingt geschwächt wurde er 1920 zwar noch einmal in den neuen Landtag gewählt, hatte jedoch keine Ämter mehr übernommen. Die Dresdner Stadtpolitik prägte Sindermann als Stadtverordneter von 1906 bis zu seinem Anfang 1922 eingetretenen Tod nach einer schweren Erkrankung.